# Du (Album)
Du ist das 9. Studioalbum der deutschen Schlagersängerin Andrea Berg. Es wurde im Juli 2004 veröffentlicht.

## Entstehung
Nachdem im Februar 2004 die Wiederveröffentlichung des ersten Albums aus dem Jahr 1992, Du bist frei erschienen war und sie sich auch in diesem Jahr von ihrem damaligen Mann Olaf Henning trennte, folgte im Juli 2004 ein neues Studioalbum. Es wurde von Eugen Römer produziert. Er beschrieb es als „eine Abenteuerreise durch die Seele“. Während die Musik komplett von Römer geschrieben wurde, wurden die Texte von Andrea Berg neben Römer mit bekannten Songschreibern wie Joachim Horn-Bernges und Norbert Hammerschmidt verfasst. Eugen Römer spielte auch den Bass und programmierte das Schlagzeug. Gitarre spielten Markus Wienströr und Stephan Scheuss.

## Titelliste
| #  | Titel                               | Autor(en)                                      | Produzent(en) | Länge |
| -- | ----------------------------------- | ---------------------------------------------- | ------------- | ----- |
| 1  | Ich hab nie wieder im Regen getanzt | Eugen Römer, Joachim Horn-Bernges              | Eugen Römer   | 3:29  |
| 2  | Lass mich jetzt noch nicht geh’n    | Norbert Hammerschmidt, Eugen Römer             | Eugen Römer   | 3:21  |
| 3  | Ich weiß, dass du mich belügst      | Eugen Römer, Joachim Horn-Bernges              | Eugen Römer   | 3:53  |
| 4  | Schmetterlinge                      | Eugen Römer, Joachim Horn-Bernges              | Eugen Römer   | 3:45  |
| 5  | Warum                               | Eugen Römer                                    | Eugen Römer   | 3:07  |
| 6  | Wenn dein Mund mich küsst           | Eugen Römer, Andrea Berg, Joachim Horn-Bernges | Eugen Römer   | 3:28  |
| 7  | Du                                  | Eugen Römer, Andrea Berg, Joachim Horn-Bernges | Eugen Römer   | 3:09  |
| 8  | Nur die Nacht als Kleid             | Norbert Hammerschmidt, Eugen Römer             | Eugen Römer   | 3:25  |
| 9  | Was ist geschehn?                   | Eugen Römer, Joachim Horn-Bernges              | Eugen Römer   | 3:49  |
| 10 | Grenzenlos                          | Norbert Hammerschmidt, Eugen Römer             | Eugen Römer   | 3:43  |
| 11 | Der Abschiedskuss                   | Eugen Römer, Andrea Berg, Joachim Horn-Bernges | Eugen Römer   | 3:23  |
| 12 | Spiel noch einmal nur für mich      | Norbert Hammerschmidt, Eugen Römer             | Eugen Römer   | 11:10 |

## Rezeption

### Chartplatzierungen
| ChartsChartplatzierungen | Höchstplatzierung | Wochen |
| ------------------------ | ----------------- | ------ |
| Deutschland (GfK)        | 1 (26 Wo.)        | 26     |
| Österreich (Ö3)          | 3 (27 Wo.)        | 27     |
| Schweiz (IFPI)           | 33 (8 Wo.)        | 8      |

### Auszeichnungen für Musikverkäufe
| Land/Region        | Auszeichnungen für Musikverkäufe (Land/Region, Auszeichnung, Verkäufe) | Verkäufe |
| ------------------ | ---------------------------------------------------------------------- | -------- |
| Deutschland (BVMI) | 3× Gold                                                                | 300.000  |
| Österreich (IFPI)  | Gold                                                                   | 10.000   |
| Insgesamt          | 4× Gold ·                                                              | 310.000  |